# Rallye Monte-Carlo 1982
Le Rallye Monte-Carlo 1982 (50e Rallye Monte-Carlo), disputé du 16 au 22 janvier 1982, est la centième manche du championnat du monde des rallyes (WRC) courue depuis 1973, et la première manche du championnat du monde des rallyes 1982.

## Contexte avant la course

### Le championnat du monde
Ayant succédé en 1973 au championnat international des marques (en vigueur de 1970 à 1972), le championnat du monde des rallyes se dispute sur un maximum de treize manches, comprenant les plus célèbres épreuves routières internationales, telles le Rallye Monte-Carlo, le Safari ou le RAC Rally. Depuis 1979, le championnat des constructeurs a été doublé d'un championnat pilotes, ce dernier remplaçant l'éphémère Coupe des conducteurs, organisée à seulement deux reprises en 1977 et 1978. Si le calendrier 1982 intègre treize manches pour l'attribution du titre de champion du monde des pilotes, seules onze d'entre elles sont sélectives pour le championnat des marques, le Rallye de Suède et le Rallye de Côte d'Ivoire en étant exclus.

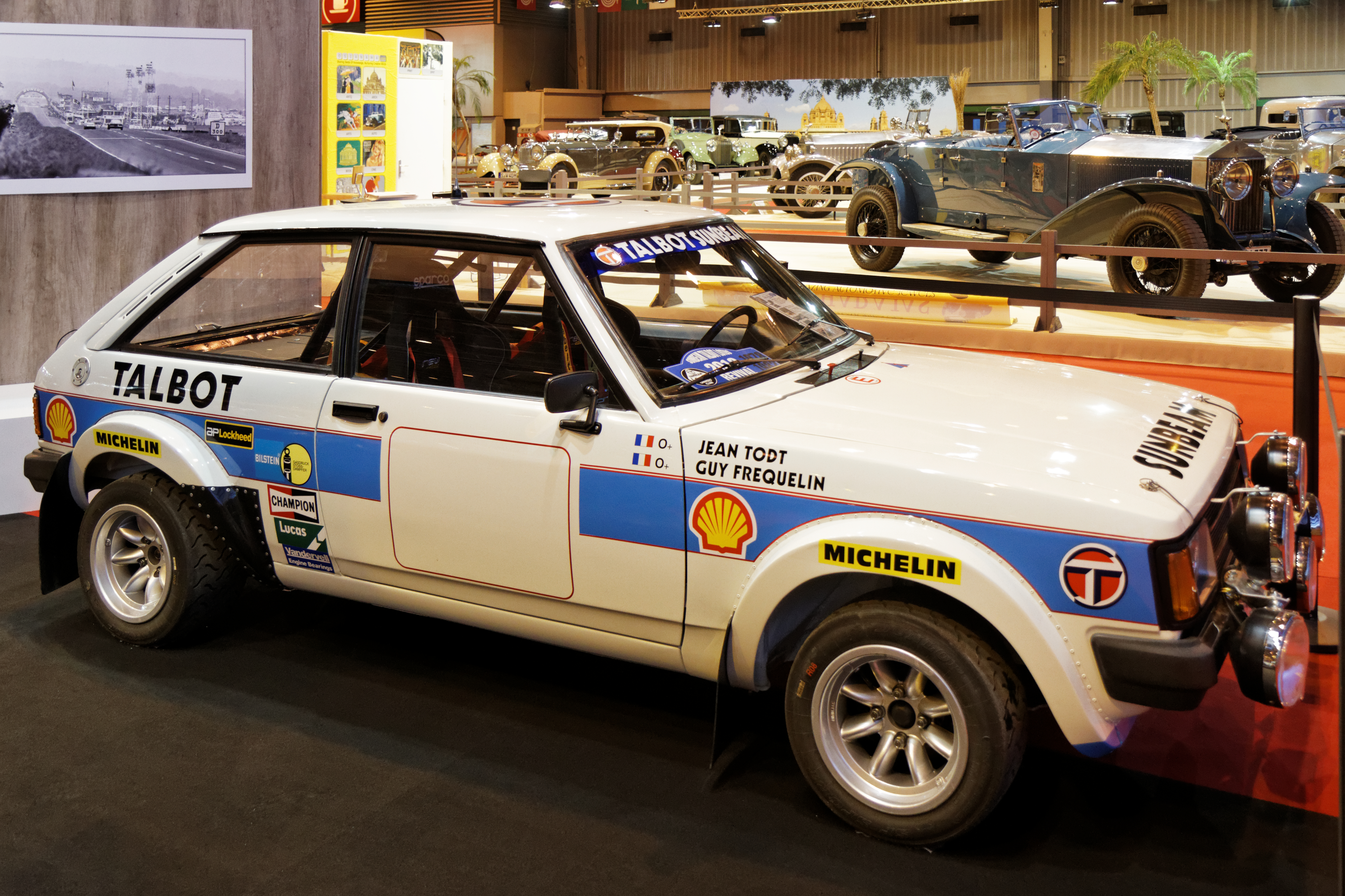
Titrées en 1981, les Talbot Lotus ne seront plus officiellement présentes cette saison.

1982 marque l'introduction de la nouvelle réglementation en matière d’homologation des voitures de rallye, avec les catégories suivantes :
- Groupe N : voitures de grande production de série, ayant au minimum quatre places, fabriquées à au moins 5000 exemplaires en douze mois consécutifs ; modifications très limitées par rapport au modèle de série (bougies, amortisseurs).
- Groupe A : voitures de tourisme de grande production, fabriquées à au moins 5000 exemplaires en douze mois consécutifs, avec possibilité de modifications des pièces d'origine ; poids minimum fonction de la cylindrée.
- Groupe B : voitures de grand tourisme, fabriquées à au moins 200 exemplaires en douze mois consécutifs, avec possibilité de modifications des pièces d'origine (extension d'homologation portant sur 10% de la production). Les élargisseurs d'aile rapportés sont interdits[3].

La réglementation ayant été finalisée tardivement, les anciens modèles du Groupe 2 (voitures de tourisme spéciales) et du Groupe 4 (voitures de grand tourisme spéciales) sont autorisés pour la saison 1982. Les modèles homologués précédemment en Groupe 3 (voitures de grand tourisme de série) peuvent être homologués en Groupe B (avec toutefois limitation à 10 pouces de la largeur maximale des pneus) et ceux du précédent Groupe 1 (voitures de tourisme de série) en Groupe A. En ce début de saison, aucun constructeur n'a achevé la réalisation spécifique d'un modèle de Groupe B ; Citroën a construit 200 exemplaires de sa version compétition de la Visa (la Visa Trophée), qui vient tout juste d'être homologuée dans cette catégorie, mais ce modèle de moins de 1300 cm³ a été élaboré pour la formule de promotion de la marque et non dans l'optique du championnat du monde. La première vraie Groupe B en cours de réalisation est la Lancia Rally 037, un modèle dont les débuts sont attendus au printemps. Aussi le championnat va-t-il une dernière fois se jouer avec les voitures du Groupe 4, les deux principaux protagonistes étant Audi, avec sa redoutable Quattro à traction intégrale, et Opel avec sa classique Ascona 400, moins puissante mais très polyvalente et parfaitement au point. Hannu Mikkola et Walter Röhrl sont les fers de lance respectifs des deux marques allemandes. Championne du monde 1981 avec sa Sunbeam Lotus, la marque franco-britannique Talbot n’a pas reconduit son programme rallye cette saison.

### L'épreuve
À l'origine du terme « rallye » dans le sport automobile, le « Monte-Carlo » fut créé en 1911, sous la férule d'Antony Noghès et de René Léon. Cette épreuve hivernale acquit rapidement ses lettres de noblesse, incitant les grands constructeurs à s'y affronter pour promouvoir les qualités routières de leurs modèles sur un parcours jugé difficile. Au cours des années, la régularité fit progressivement place à la performance pure et, dès 1968, ses organisateurs adoptèrent le classement 'scratch', principalement basé sur les résultats des secteurs chronométrés. À l'exception de l'année 1974 où son déroulement fut interdit, le Rallye Monte-Carlo constitue depuis 1973 la manche inaugurale du championnat du monde. Avec quatre succès acquis sur Lancia entre 1972 et 1977, l'Italien Sandro Munari y détient le record de victoires.

## Le parcours

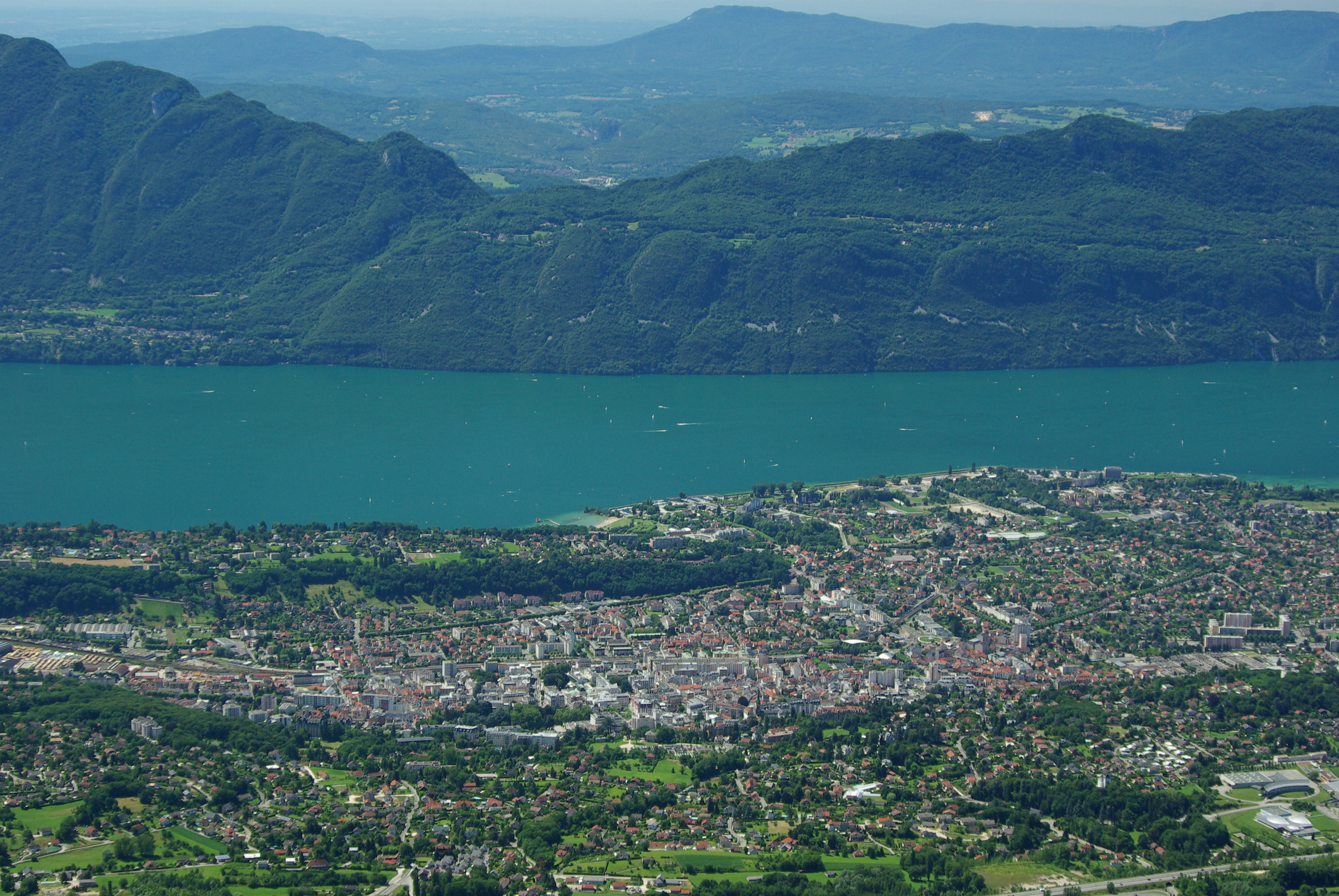
Comme l'année précédente, le vrai départ sera donné d'Aix-les-Bains, après l'étape préliminaire du parcours de concentration.

- départ : 16 janvier 1982 (choix entre huit villes de départ)
- arrivée : 22 janvier 1982 à Monaco
- remise des prix : 23 janvier 1982 à Monaco
- distance : de 3928 km à 4141 km (selon ville de départ), dont 747,91 km sur 32 épreuves spéciales (34 épreuves initialement prévues, pour un total de 798,41 km chronométrés)
- surface : asphalte (conditions hivernales)
- Parcours divisé en quatre étapes : parcours de concentration, parcours de classement, parcours commun et parcours final[5]

### Parcours de concentration
- huit parcours possibles, de 1074 à 1344 km, du 24 au 25 janvier :

1. Itinéraire de Bad Homburg (1344 km) : Bad Homburg - Munich - Innsbruck - Trente - Brescia - Aoste - Tunnel du Mont-Blanc - Seyssel - Ruffieux - Aix-les-Bains
2. Itinéraire de Barcelone (1210 km) : Barcelone - Gironella - Andorre-la-Vieille - Béziers - Alès - Labégude - Ambert - Feurs - Seyssel - Ruffieux - Aix-les-Bains
3. Itinéraire de La Haye (1135 km) : La Haye - Solingen - Trèves - Pont-à-Mousson - Langres - Moirans-en-Montagne - Bourg-en-Bresse - Ceyzériat - Seyssel - Ruffieux - Aix-les-Bains
4. Itinéraire de Lausanne (1221 km) : Lausanne - Pontarlier - Moirans-en-Montagne - Ambérieu-en-Bugey - Grenoble - Vaison-la-Romaine - Carpentras - Alès - Labégude - Ambert - Feurs - Seyssel - Ruffieux - Aix-les-Bains
5. Itinéraire de Londres (1138 km) : Londres - Douvres - Calais - Reims - Stenay - Langres - Moirans-en-Montagne - Bourg-en-Bresse - Ceyzériat - Seyssel - Ruffieux - Aix-les-Bains
6. Itinéraire de Monte-Carlo (1182 km) : Monte-Carlo - Draguignan - Rians - Apt - Saint-Hippolyte-du-Fort - Les Vans - Labégude - Ambert - Feurs - Seyssel - Ruffieux - Aix-les-Bains
7. Itinéraire de Paris (1131 km) : Paris - Nanterre - Soissons - Château-Thierry - Pont-Sainte-Marie - Morains - Reims - Stenay - Langres - Moirans-en-Montagne - Bourg-en-Bresse - Ceyzériat - Seyssel - Ruffieux - Aix-les-Bains
8. Itinéraire de Rome (1189 km) : Rome - Rieti - Pérouse - Arezzo - Florence - Parme - Brescia - Aoste - Tunnel du Mont-Blanc - Seyssel - Ruffieux - Aix-les-Bains

Note : neuf itinéraires étaient initialement prévus, mais celui de Wrocław (1575 km) a été annulé, faute de participants.

### Parcours de classement
- Aix-les-Bains - Chambéry - Uriage - La Mure - Chorges - Sisteron - Barrême - Castellane - Lantosque - Monaco, 715 km, du 17 au 18 janvier
- 9 épreuves spéciales, 193,18 km (10 épreuves initialement prévues, pour un total de 222,08 km)

### Parcours commun
- Monaco - Puget-Théniers - Castellane - Chateau-Arnoux - Sisteron - Gap - Clelles - Pont-en-Royans - Saint-Agrève - Antraigues - Vals-les-Bains - Privas - Saint-Nazaire-le-Désert - Sisteron - Digne - Puget-Théniers - Monaco, 1476 km, du 19 au 20 janvier
- 13 épreuves spéciales, 349,28 km (14 épreuves initialement prévues, pour un total de 370,88 km)

### Parcours final
- Monaco - Puget-Théniers - Castellane - Digne - Castellane - Gréolières - Monaco, 606 km, du 21 au 22 janvier
- 10 épreuves spéciales, 205,45 km

## Les forces en présence

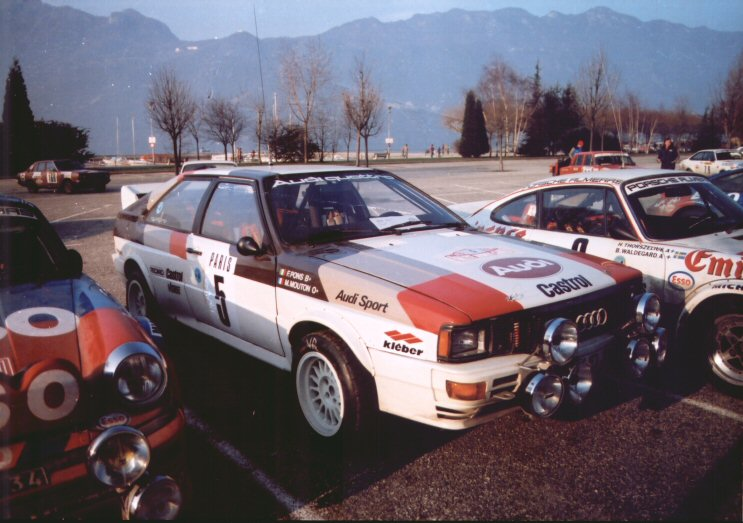
Parmi les favorites de l'épreuve figurent les trois Audi Quattro officielles ; ici celle de Michèle Mouton, entre les Porsche 911 Alméras de Fréquelin et de Waldegård.

Sur les 300 équipages engagés, seulement 299 prendront le départ, à la suite d'un forfait de dernière minute.
- Audi

Audi Sport a engagé trois coupés Quattro groupe 4 pour Hannu Mikkola, Michèle Mouton et Michele Cinotto. Elles sont équipées d'un moteur cinq cylindres de 2144 cm3 à injection directe, suralimenté par un turbo-compresseur KKK, en position longitudinale avant. Elle dispose d'une transmission intégrale permanente, comprenant un différentiel central placé juste derrière la boîte de vitesses à cinq rapports. Malgré son poids élevé (1180 kg), la Quattro s'avère quasiment imbattable sur terrain glissant, grâce à sa motricité exceptionnelle et sa puissance de l'ordre de 310 chevaux. Les voitures de Mikkola et de Mouton sont chaussées de pneus Kleber, celle de Cinotto de pneus Pirelli. Outre les trois équipages officiels, qui disposent chacun de trois ouvreurs, huit pilotes indépendants s'alignent sur des Audi Quattro privées, dont Jean-Pierre Malcher et Guy Chasseuil.
- Opel

L'équipe Opel-Rothmans aligne deux Ascona 400 groupe 4 (1050 kg, moteur quatre cylindres de 2420 cm3 développé chez Cosworth, 260 chevaux) pour Walter Röhrl et Jochi Kleint. Cinq ouvreurs sont chargés d'adapter les notes en fonction de l'évolution de l'état des routes. Les Opel utilisent des pneus Michelin.
- Porsche

La société Alméras Frères a préparé trois Porsche 911 SC groupe 4, deux aux couleurs Esso pour Jean-Luc Thérier et Guy Fréquelin, la troisième, aux couleurs Éminence, étant confiée à Björn Waldegård. Leur moteur six cylindres de trois litres refroidi par air, monté en porte-à-faux arrière, développe plus de trois cents chevaux. Les Porsche 911 Alméras pèsent moins de 1100 kg et sont équipées de pneus Michelin. L'équipe a aussi engagé une 924 GTS (homologuée en Groupe B) pour Jürgen Barth. De nombreux pilotes indépendants s'alignent  sur des 911, tel Jean-Pierre Ballet sur une ancienne Groupe 4 ré-homologuée en Groupe B. Également attendu sur une 911 SC groupe 4 préparée par Meznarie, Bernard Béguin a finalement dû déclarer forfait, faute de budget.
- Renault

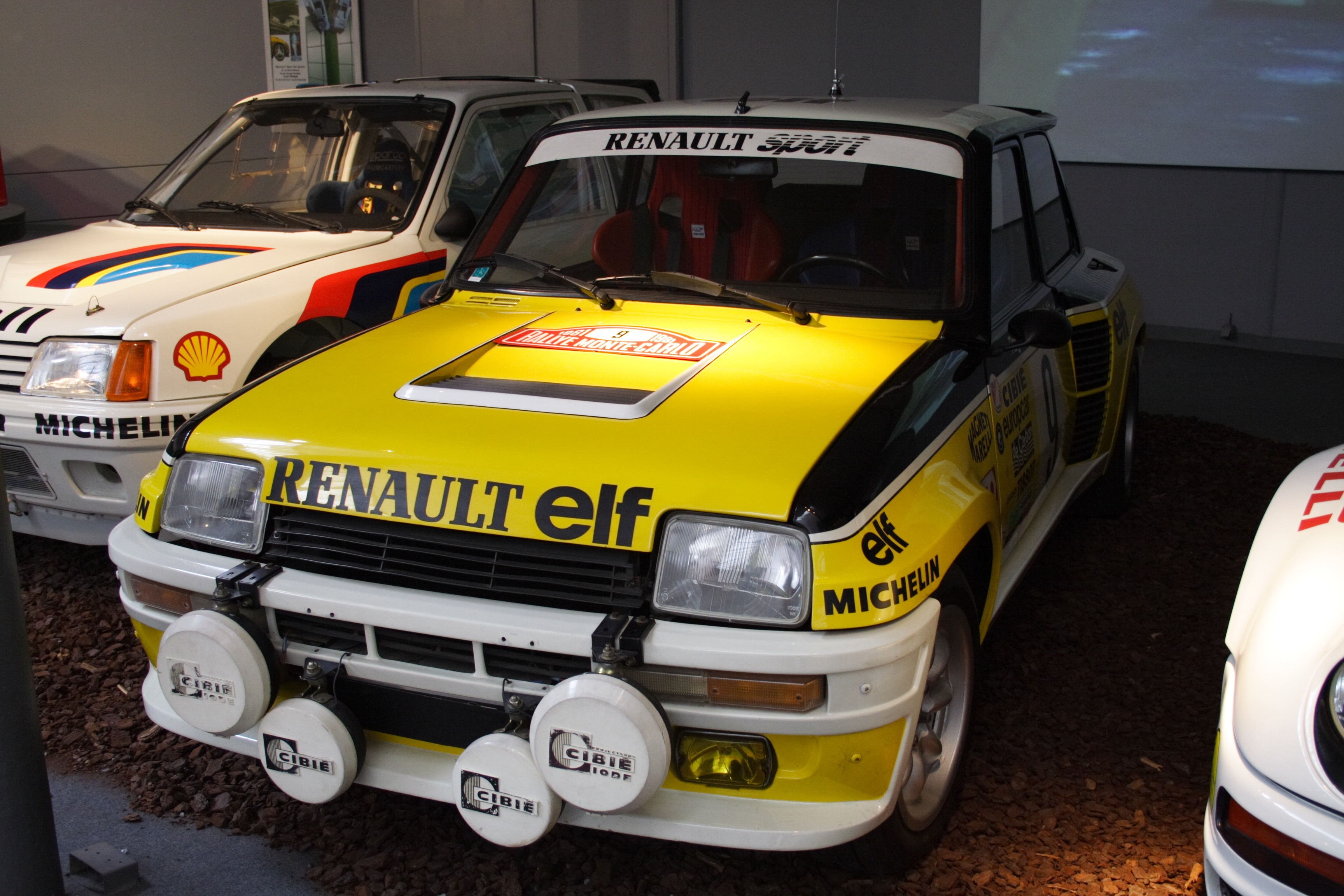
Victorieux en 1981, Jean Ragnotti et sa Renault 5 Turbo ne seront pas au départ cette année, mais malgré l'absence de Renault Sport la marque française sera très largement représentée.

Victorieuse en 1981 avec Jean Ragnotti, l'équipe Renault Sport n'a pas reconduit sa participation en 1982, craignant la trop grande domination des Audi Quattro face aux Renault 5 Turbo dans les conditions hivernales. La marque est cependant représentée grâce notamment aux initiatives privées de la concession de Galtier de Grenoble, du préparateur Sodemo de Magny-Cours, de Carrefour-Nice qui assurent les présences respectives de Bruno Saby, Dany Snobeck et Philippe Touren sur des R5 Turbo groupe 4 en version compétition client (900 kg, moteur quatre cylindres placé en position centrale arrière de 1397 cm3 à injection Bosch K-Jetronic, suralimenté par un turbocompresseur Garrett T3, 200 chevaux). Tous trois utilisent des pneumatiques Michelin.
- Ferrari

Charles Pozzi, l'importateur français de la marque italienne, engage une Ferrari 308 GTB groupe 4 (980 kg, moteur central arrière V8 de trois litres de cylindrée, 310 chevaux) pour son pilote Jean-Claude Andruet. Cette berlinette est équipée de pneus Michelin.
- Mazda

La filiale suisse du constructeur japonais a engagé deux modestes Mazda 323 groupe A (1300 cm3, 82 chevaux). Elles sont aux mains d'Alain Beauchef et d'Achim Warmbold, ce dernier bénéficiant d'un différentiel autobloquant et d'une boîte de vitesses à rapports rapprochés.
- Citroën

Sept Visa Trophée, tout juste homologuées en Groupe B, sont au départ aux mains de pilotes indépendants, dont Alain Coppier et Christian Dorche.

## Déroulement de la course

### Parcours de concentration
Près de trois cents voitures s'élancent d'une des huit villes de départ (suivant l'itinéraire choisi) le samedi 16 janvier. 114 partent de Paris, 63 de Monte-Carlo, 59 de Lausanne, 19 de Bad Homburg, 16 de Barcelone, 15 de Rome, 10 de La Haye et 3 de Londres. Les différents itinéraires ne présentent aucune difficulté et presque tous les équipages rallient Aix-les-Bains sans encombre le dimanche, seuls trois concurrents ayant abandonné sur le parcours.

### Parcours de classement

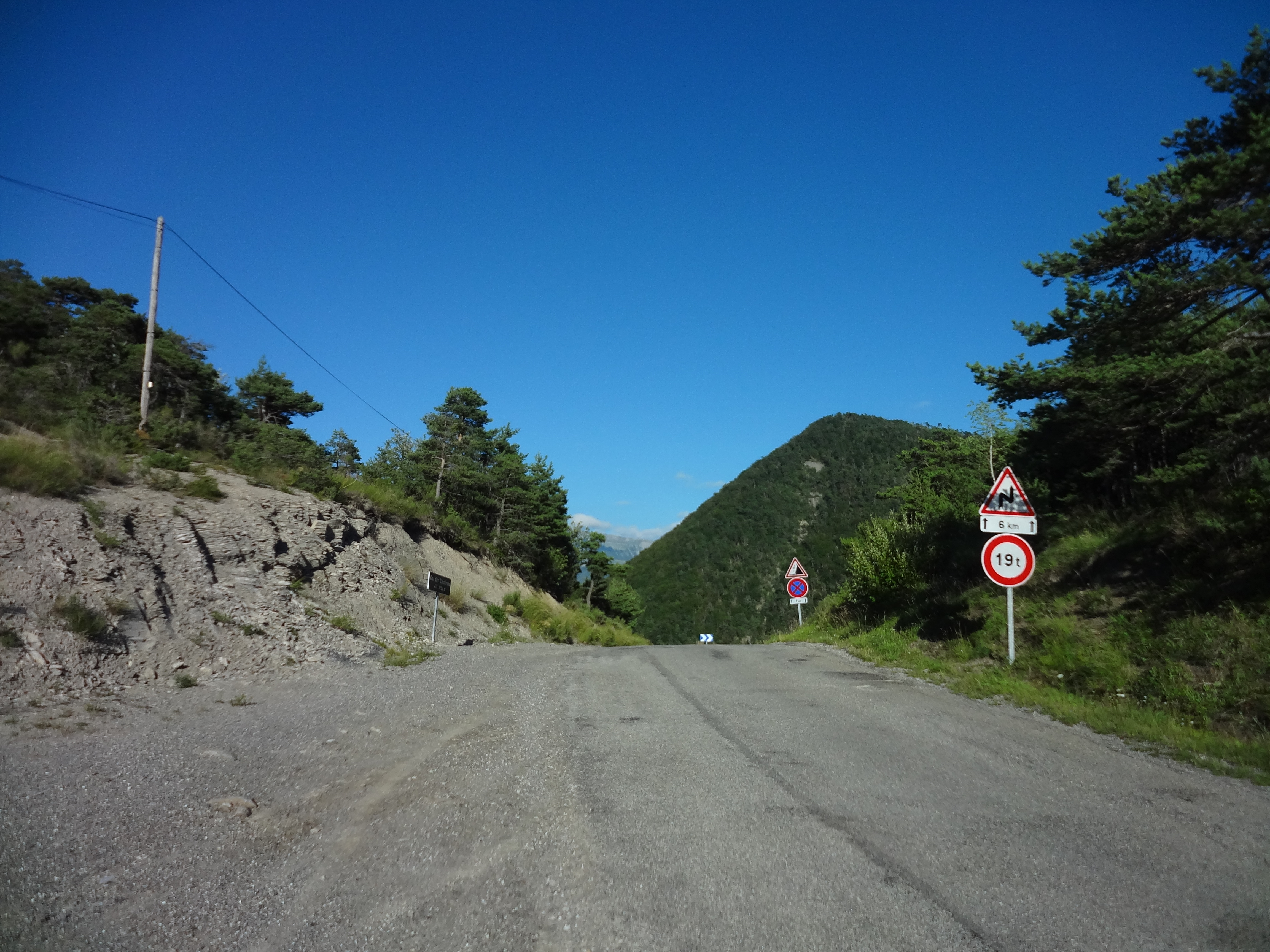
Le col des Garcinets, une des principales difficultés du parcours de classement.

Les 296 équipages repartent d'Aix-les-Bains le dimanche soir, après vingt heures, en direction du sud. Dans l'ensemble, hormis quelques plaques de verglas éparses, les routes sont sèches et tous les favoris ont monté des pneus 'Racing'. Dans ces conditions, les records tombent, les moyennes réalisées étant supérieures à 100 km/h dans les premiers tronçons chronométrés. C'est tout d'abord la Porsche de Guy Fréquelin qui a pris la tête, le Français devançant d'une poignée de secondes l'Audi d'Hannu Mikkola et l'Opel de Jochi Kleint après la spéciale du Revard. Les écarts se creusent dans le secteur de la Chartreuse, où Walter Röhrl bat de plus de dix minutes le record établi l'année précédente ! Le pilote Opel s'empare du commandement, avec neuf secondes d'avance sur Mikkola et douze sur son coéquipier Kleint. Fréquelin a rétrogradé à la quatrième place, il est talonné par l'Audi de Michèle Mouton. Le grand perdant est Jean-Claude Andruet, initialement quatrième, qui a perdu huit minutes et hypothéqué ses chances de victoire à cause d'un problème d'allumage survenu sur sa Ferrari. Dans la spéciale suivante, Mikkola tente de détrôner Röhrl mais sort de la route et endommage l'avant de son Audi, perdant deux minutes et rétrogradant à la huitième place du classement général. Les deux Opel Kleint dominent ; évitant les rares pièges, elles vont profiter des routes totalement dégagées pour rallier Monaco aux deux premières places, Röhrl achevant l'étape avec un peu plus d'une minute d'avance sur son coéquipier. Séparés de deux secondes, Fréquelin et Mouton, respectivement troisième et quatrième, sont à plus de deux minutes de l'équipage de tête. Mikkola est remonté à la cinquième place, ayant en fin de parcours dépassé la Porsche de Jean-Luc Thérier, dont les réglages sont inadaptés aux routes sèches. Björn Waldegård connaît les mêmes problèmes que son coéquipier Thérier, mais a de plus été retardé par des soucis mécaniques et n'occupe que le neuvième rang, à plus de dix minutes de l'Opel de tête, et juste devant la Porsche de Jean-Pierre Ballet, qui mène le groupe B. Piégé par une plaque de glace dans le secteur des Garcinets, Andruet est sorti de la route et a dû abandonner. Il reste 247 concurrents en course.
| Pos. | Pilote              | Copilote                | Voiture             | Groupe | Temps           | Écart         |
| ---- | ------------------- | ----------------------- | ------------------- | ------ | --------------- | ------------- |
| 1    | Walter Röhrl        | Christian Geistdörfer   | Opel Ascona 400     | 4      | 1 h 58 min 52 s |               |
| 2    | Jochi Kleint        | Gunter Wanger           | Opel Ascona 400     | 4      | 1 h 59 min 57 s | + 1 min 05 s  |
| 3    | Guy Fréquelin       | Jean-François Fauchille | Porsche 911 SC      | 4      | 2 h 01 min 14 s | + 2 min 22 s  |
| 4    | Michèle Mouton      | Fabrizia Pons           | Audi Quattro        | 4      | 2 h 01 min 16 s | + 2 min 24 s  |
| 5    | Hannu Mikkola       | Arne Hertz              | Audi Quattro        | 4      | 2 h 03 min 30 s | + 4 min 38 s  |
| 6    | Jean-Luc Thérier    | Michel Vial             | Porsche 911 SC      | 4      | 2 h 03 min 50 s | + 4 min 58 s  |
| 7    | Bruno Saby          | Françoise Sappey        | Renault 5 Turbo     | 4      | 2 h 05 min 34 s | + 6 min 42 s  |
| 8    | Dany Snobeck        | Denise Emmanuelli       | Renault 5 Turbo     | 4      | 2 h 07 min 20 s | + 8 min 28 s  |
| 9    | Björn Waldegård     | Hans Thorszelius        | Porsche 911 SC      | 4      | 2 h 09 min 27 s | + 10 min 35 s |
| 10   | Jean-Pierre Ballet  | 'Tilber'                | Porsche 911 SC      | B      | 2 h 09 min 46 s | + 10 min 54 s |
| 11   | Roger Krattiger     | Franco Daminelli        | Fiat 131 Abarth     | 4      | 2 h 11 min 08 s | + 12 min 16 s |
| 12   | Philippe Touren     | Jean-Louis Alric        | Renault 5 Turbo     | 4      | 2 h 13 min 06 s | + 14 min 14 s |
| 13   | Bernard Chenevière  | André Lasserre          | Porsche 934 Turbo   | 4      | 2 h 14 min 49 s | + 15 min 57 s |
| 14   | Francis Bondil      | Alain Brunel            | Volkswagen Golf GTI | A      | 2 h 15 min 12 s | + 16 min 20 s |
| 15   | Jürgen Barth        | Roland Kussmaul         | Porsche 924 GTS     | B      | 2 h 15 min 29 s | + 16 min 37 s |
| 16   | Paul Rouby          | Alain Giron             | Renault 5 Turbo     | 4      | 2 h 15 min 37 s | + 16 min 45 s |
| 17   | Pierre-César Baroni | Roger Baud              | Ford Escort RS2000  | 2      | 2 h 15 min 49 s | + 16 min 57 s |
| 18   | Pierre Bos          | Frédéric Schmit         | Porsche 911 SC      | 4      | 2 h 15 min 52 s | + 17 min 00 s |
| 19   | Philippe Wambergue  | Jean de Alexandris      | Matra Murena        | 4      | 2 h 16 min 19 s | + 17 min 27 s |
| 20   | Salvador Servià     | Jordi Sabater           | Ford Fiesta 1600    | 2      | 2 h 16 min 25 s | + 17 min 33 s |

### Parcours commun

#### Monaco - Gap
Les concurrents repartent de Monaco le mardi matin, en direction de Gap. Les secteurs de l'arrière-pays niçois sont partiellement enneigés et Michèle Mouton effectue le meilleur temps dans le Turini, se hissant à la troisième place du classement général à seulement quinze secondes de Kleint. Ayant bloqué les routes trop tôt, les organisateurs ont interdit l'accès du secteur suivant aux ouvreurs, qui n'ont pu signaler les pièges à leurs équipes. Les pilotes Opel vont jouer la prudence, mais la Française continue à attaquer. Elle est en passe de s'emparer de la deuxième place lorsque, aux deux tiers de l’épreuve chronométrée, elle est surprise par une plaque de glace et ne peut éviter la sortie de route. À plus de 100 km/h, l'Audi percute un mur ; l’équipage n'est que légèrement contusionné, mais la voiture est hors d'usage. Visible, l'épave permettra aux concurrents suivants de déjouer le piège, notamment Mikkola qui avouera qu'il serait également sorti à cet endroit s'il n'avait pas vu la voiture de sa coéquipière. Dans ces conditions, ce sont les Porsche qui se montrent les plus rapides, Thérier devançant de quelques secondes ses coéquipiers Waldegård et Fréquelin, ce dernier reprenant la troisième place au classement général, revenant à moins de trente secondes de Kleint et à une minute et demie de Röhrl, qui n'a pris aucun risque sur ce tronçon. C'est ensuite Mikkola qui va se montrer régulièrement le plus rapide. Revenu en quatrième position, le pilote finlandais réduit progressivement l'écart sur les hommes de tête. En début d'après-midi, au regroupement de Gap, Röhrl conserve plus d'une minute d'avance sur Kleint, tandis que Fréquelin, qui a perdu un peu de terrain, pointe à deux minutes.

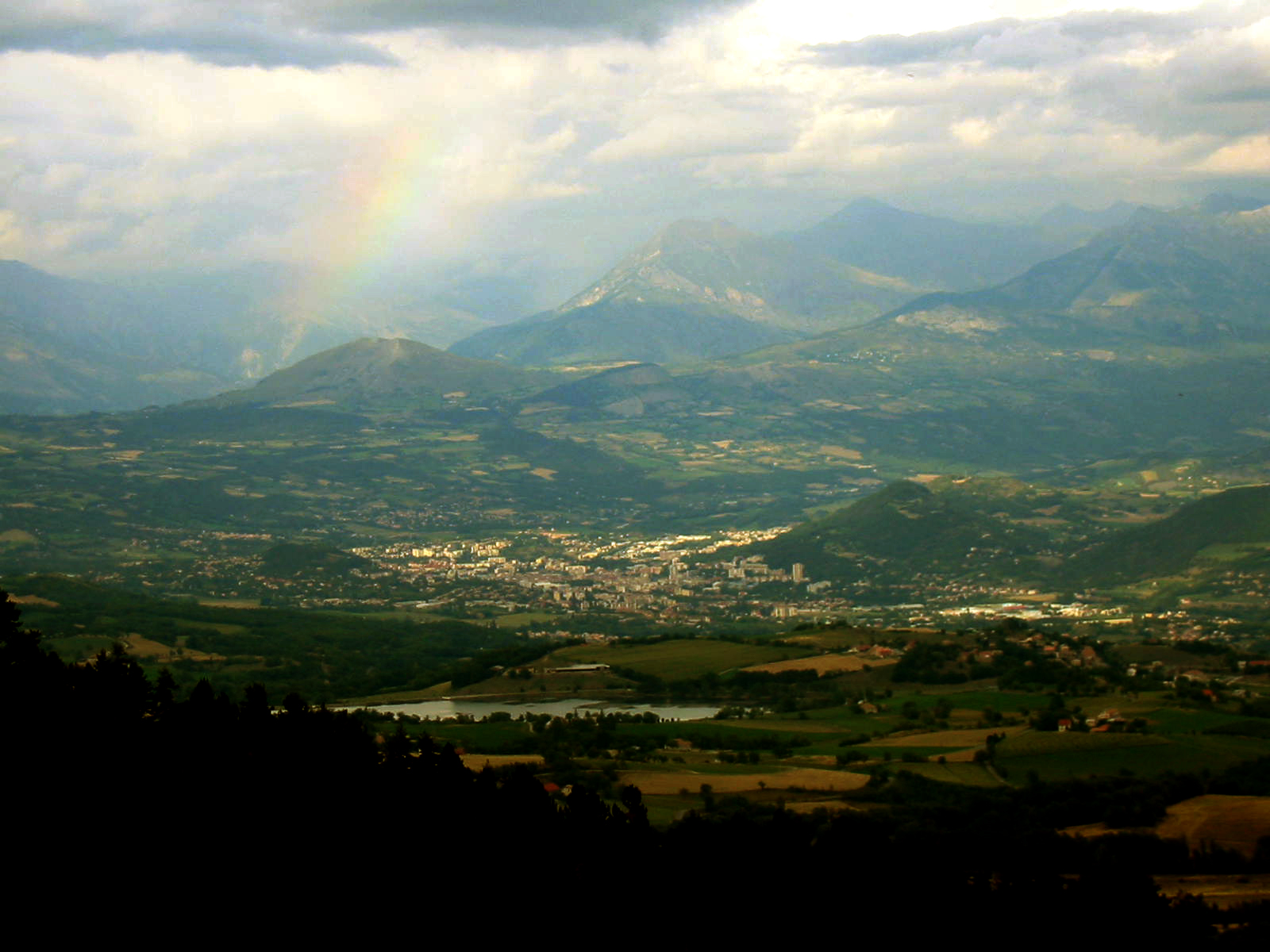
Gap, un des points de regroupement du parcours commun.

| Pos. | Pilote             | Copilote                | Voiture         | Groupe | Temps           | Écart         |
| ---- | ------------------ | ----------------------- | --------------- | ------ | --------------- | ------------- |
| 1    | Walter Röhrl       | Christian Geistdörfer   | Opel Ascona 400 | 4      | 3 h 05 min 31 s |               |
| 2    | Jochi Kleint       | Gunter Wanger           | Opel Ascona 400 | 4      | 3 h 06 min 57 s | + 1 min 26 s  |
| 3    | Guy Fréquelin      | Jean-François Fauchille | Porsche 911 SC  | 4      | 3 h 07 min 40 s | + 2 min 09 s  |
| 4    | Hannu Mikkola      | Arne Hertz              | Audi Quattro    | 4      | 3 h 09 min 06 s | + 3 min 35 s  |
| 5    | Jean-Luc Thérier   | Michel Vial             | Porsche 911 SC  | 4      | 3 h 10 min 56 s | + 5 min 25 s  |
| 6    | Bruno Saby         | Françoise Sappey        | Renault 5 Turbo | 4      | 3 h 14 min 03 s | + 8 min 32 s  |
| 7    | Dany Snobeck       | Denise Emmanuelli       | Renault 5 Turbo | 4      | 3 h 15 min 15 s | + 9 min 44 s  |
| 8    | Björn Waldegård    | Hans Thorszelius        | Porsche 911 SC  | 4      | 3 h 21 min 22 s | + 15 min 51 s |
| 9    | Philippe Touren    | Jean-Louis Alric        | Renault 5 Turbo | 4      | 3 h 23 min 57 s | + 18 min 26 s |
| 10   | Jean-Pierre Ballet | 'Tilber'                | Porsche 911 SC  | B      | 3 h 26 min 27 s | + 20 min 56 s |

#### Gap - Vals les Bains
Les équipages repartent de Gap en début de soirée, après trois heures de repos. L'épreuve spéciale du Dévoluy ayant été annulée, c'est dans le Vercors que reprennent les hostilités, alors que la nuit est déjà tombée. Mikkola est à nouveau le plus rapide dans le secteur du col de l'Allimas, mais Röhrl le devance dans la spéciale suivante, portant son avantage sur Kleint à deux minutes. Fréquelin est décroché, comptant désormais près de trois minutes de retard, et se voit désormais directement menacé par Mikkola, revenu à trente-sept secondes du Français. Au cours de la nuit, en Ardèche, Röhrl accentue encore son avance et au parc fermé de Vals-les-Bains, l'écart entre les deux Opel de tête s'élève à plus de deux minutes et demie, tandis que Mikkola s'est rapproché à moins de vingt secondes de Fréquelin.
| Pos. | Pilote             | Copilote                | Voiture         | Groupe | Temps           | Écart         |
| ---- | ------------------ | ----------------------- | --------------- | ------ | --------------- | ------------- |
| 1    | Walter Röhrl       | Christian Geistdörfer   | Opel Ascona 400 | 4      | 4 h 31 min 55 s |               |
| 2    | Jochi Kleint       | Gunter Wanger           | Opel Ascona 400 | 4      | 4 h 34 min 32 s | + 2 min 37 s  |
| 3    | Guy Fréquelin      | Jean-François Fauchille | Porsche 911 SC  | 4      | 4 h 35 min 13 s | + 3 min 18 s  |
| 4    | Hannu Mikkola      | Arne Hertz              | Audi Quattro    | 4      | 4 h 35 min 32 s | + 3 min 37 s  |
| 5    | Jean-Luc Thérier   | Michel Vial             | Porsche 911 SC  | 4      | 4 h 39 min 06 s | + 7 min 11 s  |
| 6    | Bruno Saby         | Françoise Sappey        | Renault 5 Turbo | 4      | 4 h 43 min 55 s | + 12 min 00 s |
| 7    | Björn Waldegård    | Hans Thorszelius        | Porsche 911 SC  | 4      | 4 h 53 min 53 s | + 21 min 58 s |
| 8    | Dany Snobeck       | Denise Emmanuelli       | Renault 5 Turbo | 4      | 4 h 54 min 15 s | + 22 min 20 s |
| 9    | Philippe Touren    | Jean-Louis Alric        | Renault 5 Turbo | 4      | 4 h 59 min 07 s | + 27 min 12 s |
| 10   | Jean-Pierre Ballet | 'Tilber'                | Porsche 911 SC  | B      | 5 h 03 min 20 s | + 31 min 25 s |

#### Vals les Bains - Monaco

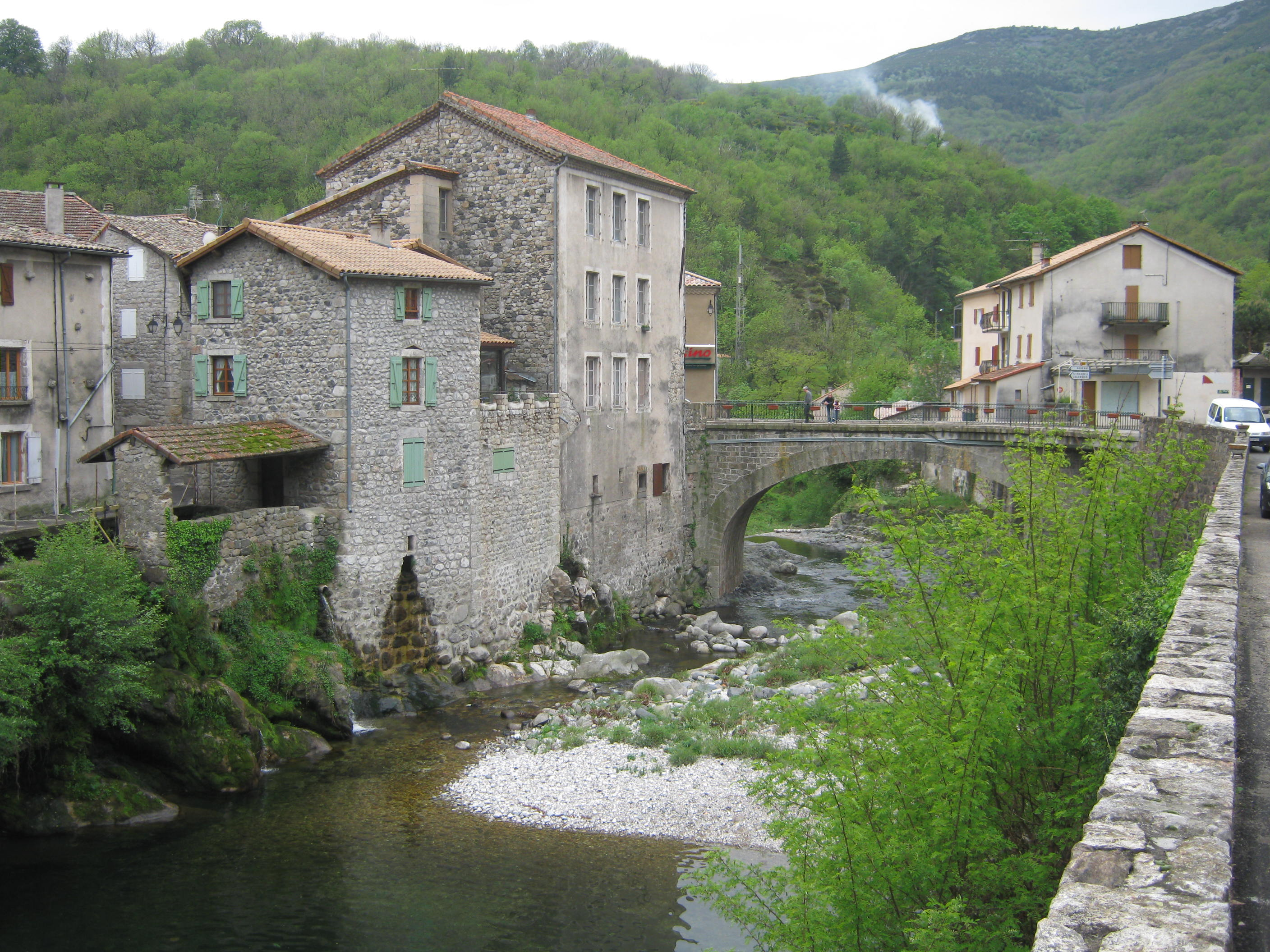
Burzet, un des hauts lieux du parcours commun.

Le retour sur Monaco débute au petit matin. Mikkola continue à attaquer et, dès le col du Pendu, s'empare de la troisième place au détriment de Fréquelin. Dans la spéciale de Burzet, Röhrl n'ose pas monter les pneus Racing et va perdre d'un coup près d'une minute et demie sur Mikkola, revenu à moins de deux minutes de l'Opel de tête et seulement à une vingtaine de secondes de Kleint. Les pilotes allemands réagissent et, dans les deux secteurs suivants, parviennent à contenir les assauts du Finlandais. Avant la dernière épreuve du parcours commun, Röhrl a maintenu son avance sur l'Audi, qui n'est toutefois plus qu'à dix secondes de Kleint. Ce dernier va perdre deux minutes dans le secteur à cause d'une crevaison survenue à huit kilomètres de la fin. Il rétrograde à la quatrième place, tandis que Röhrl regagne Monaco avec une minute trois quarts d'avance sur Mikkola et près de trois sur Fréquelin. Dixième Ballet est toujours en tête du groupe B mais est maintenant talonné par la Porsche 924 de Jürgen Barth. 141 équipages ont achevé la parcours.
| Pos. | Pilote             | Copilote                | Voiture           | Groupe | Temps           | Écart         |
| ---- | ------------------ | ----------------------- | ----------------- | ------ | --------------- | ------------- |
| 1    | Walter Röhrl       | Christian Geistdörfer   | Opel Ascona 400   | 4      | 5 h 50 min 32 s |               |
| 2    | Hannu Mikkola      | Arne Hertz              | Audi Quattro      | 4      | 5 h 52 min 17 s | + 1 min 45 s  |
| 3    | Guy Fréquelin      | Jean-François Fauchille | Porsche 911 SC    | 4      | 5 h 53 min 20 s | + 2 min 48 s  |
| 4    | Jochi Kleint       | Gunter Wanger           | Opel Ascona 400   | 4      | 5 h 54 min 10 s | + 3 min 38 s  |
| 5    | Jean-Luc Thérier   | Michel Vial             | Porsche 911 SC    | 4      | 5 h 57 min 52 s | + 7 min 20 s  |
| 6    | Bruno Saby         | Françoise Sappey        | Renault 5 Turbo   | 4      | 6 h 06 min 31 s | + 15 min 59 s |
| 7    | Björn Waldegård    | Hans Thorszelius        | Porsche 911 SC    | 4      | 6 h 13 min 42 s | + 23 min 10 s |
| 8    | Dany Snobeck       | Denise Emmanuelli       | Renault 5 Turbo   | 4      | 6 h 14 min 43 s | + 24 min 11 s |
| 9    | Philippe Touren    | Jean-Louis Alric        | Renault 5 Turbo   | 4      | 6 h 23 min 05 s | + 32 min 33 s |
| 10   | Jean-Pierre Ballet | 'Tilber'                | Porsche 911 SC    | B      | 6 h 27 min 19 s | + 36 min 47 s |
| 11   | Jürgen Barth       | Roland Kussmaul         | Porsche 924 GTS   | B      | 6 h 28 min 42 s | + 38 min 10 s |
| 12   | Bernard Chenevière | André Lasserre          | Porsche 934 Turbo | 4      | 6 h 30 min 32 s | + 40 min 00 s |
| 13   | Roger Krattiger    | Franco Daminelli        | Fiat 131 Abarth   | 4      | 6 h 32 min 41 s | + 42 min 09 s |
| 14   | Paul Rouby         | Alain Giron             | Renault 5 Turbo   | 4      | 6 h 32 min 47 s | + 42 min 15 s |
| 15   | Salvador Servià    | Jordi Sabater           | Ford Fiesta 1600  | 2      | 6 h 33 min 45 s | + 43 min 13 s |

### Parcours final
Les cent premiers équipages classés repartent de Monaco le jeudi soir. Le parcours nocturne les emmènera jusqu'aux environs de Digne, l'arrivée à Monte-Carlo étant prévue en début de matinée. Les routes toujours sèches ne vont pas permettre à Mikkola de contester la victoire à Röhrl, le pilote allemand se mettant d'emblée hors d'atteinte en dominant régulièrement son adversaire. Avant d'aborder le col de Turini, des problèmes d'entraînement de pompe à eau ont retardé Fréquelin, qui perd sa troisième place au profit de Kleint. Le pilote allemand n'a guère le temps d'en profiter, piégé dans ce secteur par de la neige déposée par des spectateurs malveillants ; il sort de la route et perd plus d'un quart d'heure, terminant la spéciale avec une roue pratiquement arrachée. La réparation va lui coûter plus de vingt minutes de pénalité, le faisant chuter en huitième position au classement général. C'est désormais la Porsche de Thérier qui occupe la troisième place, devant son coéquipier Fréquelin. Ils devancent la Renault 5 Turbo de Bruno Saby et la Porsche de Waldegård. Ces positions resteront figées jusqu'à l'arrivée, sauf pour Waldegård qui perd sa sixième place à quelques kilomètres du but à cause d'un blocage de sa boîte de vitesses. Röhrl remporte l'épreuve pour la seconde fois, avec près de quatre minutes d'avance sur Mikkola et douze sur Thérier. Neuvième juste devant Barth, Ballet est parvenu à conserver jusqu'au bout la tête du groupe B.

### Classements intermédiaires
Classements intermédiaires des pilotes après chaque épreuve spéciale,

### Classement général

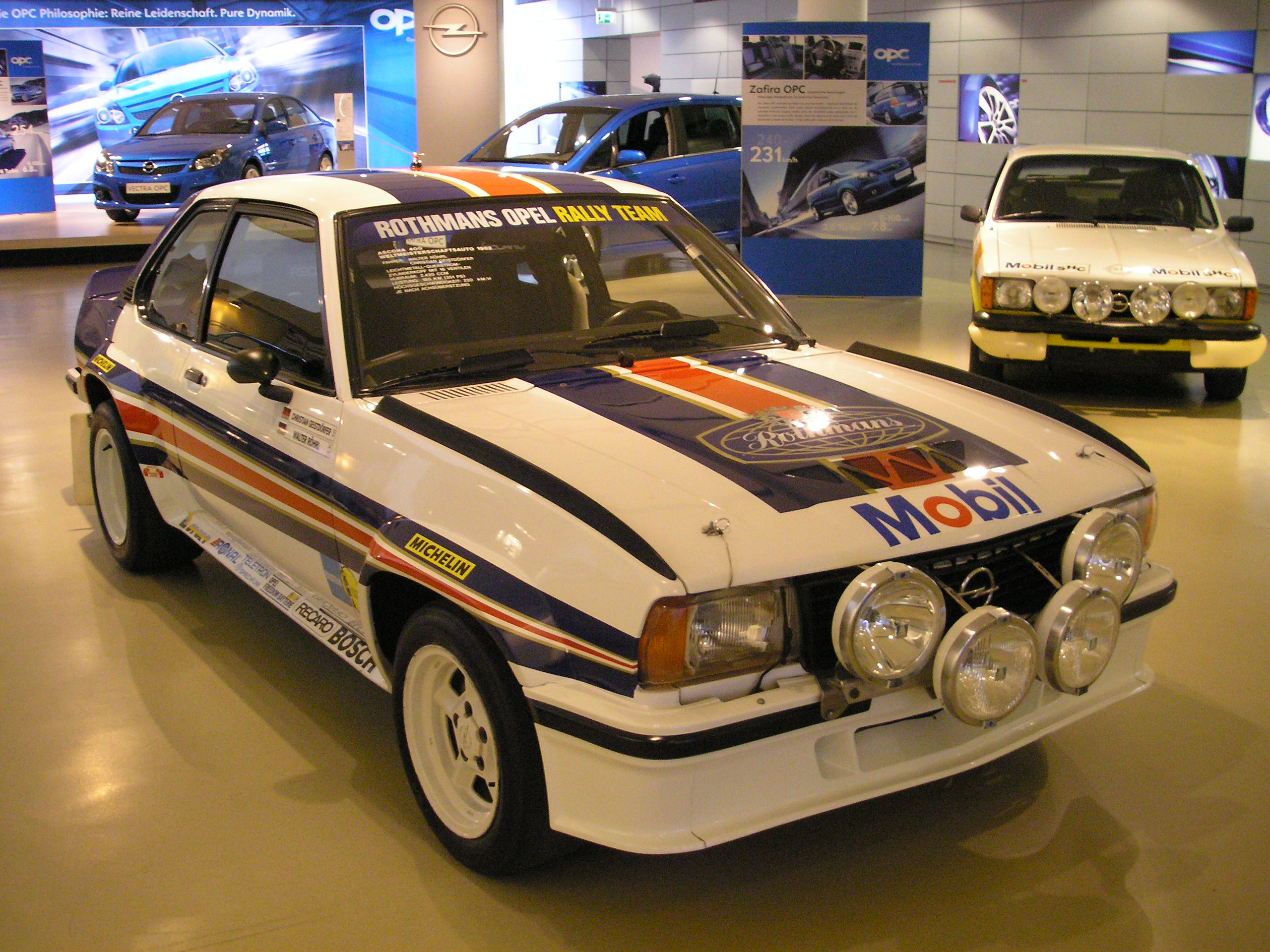
La première sortie de Walter Röhrl sur l'Opel Ascona 400 se solde par une victoire.

| Pos | No | Pilote             | Copilote                | Voiture         | Temps           | Écart         | Groupe |
| --- | -- | ------------------ | ----------------------- | --------------- | --------------- | ------------- | ------ |
| 1   | 2  | Walter Röhrl       | Christian Geistdörfer   | Opel Ascona 400 | 8 h 20 min 33 s |               | 4      |
| 2   | 1  | Hannu Mikkola      | Arne Hertz              | Audi Quattro    | 8 h 24 min 22 s | + 3 min 49 s  | 4      |
| 3   | 8  | Jean-Luc Thérier   | Michel Vial             | Porsche 911 SC  | 8 h 32 min 38 s | + 12 min 05 s | 4      |
| 4   | 4  | Guy Fréquelin      | Jean-François Fauchille | Porsche 911 SC  | 8 h 37 min 40 s | + 17 min 07 s | 4      |
| 5   | 9  | Bruno Saby         | Françoise Sappey        | Renault 5 Turbo | 8 h 43 min 34 s | + 23 min 01 s | 4      |
| 6   | 23 | Dany Snobeck       | Denise Emmanuelli       | Renault 5 Turbo | 8 h 50 min 28 s | + 29 min 55 s | 4      |
| 7   | 7  | Jochi Kleint       | Gunter Wanger           | Opel Ascona 400 | 8 h 59 min 40 s | + 39 min 07 s | 4      |
| 8   | 76 | Philippe Touren    | Jean-Louis Alric        | Renault 5 Turbo | 9 h 06 min 34 s | + 46 min 01 s | 4      |
| 9   | 16 | Jean-Pierre Ballet | 'Tilber'                | Porsche 911 SC  | 9 h 09 min 00 s | + 48 min 27 s | B      |
| 10  | 25 | Jürgen Barth       | Roland Kussmaul         | Porsche 924 GTS | 9 h 09 min 46 s | + 49 min 13 s | B      |

### Équipages de tête
- ES1 :  Guy Fréquelin -  Jean-François Fauchille (Porsche 911 SC)
- ES2 à ES34 :  Walter Röhrl -  Christian Geistdörfer (Opel Ascona 400)

### Vainqueurs d'épreuves spéciales
- Walter Röhrl -  Christian Geistdörfer (Opel Ascona 400) : 13 spéciales (ES 2 à 4, 6, 8, 10, 17, 19, 23, 25, 26, 29, 32)
- Hannu Mikkola -  Arne Hertz (Audi Quattro) : 10 spéciales (ES 4, 9, 13, 14, 16, 18, 20 à 22, 24)
- Guy Fréquelin -  Jean-François Fauchille (Porsche 911 SC) : 5 spéciales (ES 1, 5, 27, 28, 30)
- Jochi Kleint -  Gunter Wanger (Opel Ascona 400) : 4 spéciales (ES 31 à 34)
- Michèle Mouton -  Fabrizia Pons (Audi Quattro) : 1 spéciale (ES 11)
- Jean-Luc Thérier -  Michel Vial (Porsche 911 SC) : 1 spéciale (ES 12)
- Dany Snobeck -  Denise Emmanuelli (Renault 5 Turbo) : 1 spéciale (ES 32)

## Résultats des principaux engagés
| No  | Pilote              | Copilote                | Voiture                 | Groupe | Classement général                                        | Class. groupe |
| --- | ------------------- | ----------------------- | ----------------------- | ------ | --------------------------------------------------------- | ------------- |
| 1   | Hannu Mikkola       | Arne Hertz              | Audi Quattro            | 4      | 2e à 3 min 49 s                                           | 2e            |
| 2   | Walter Röhrl        | Christian Geistdörfer   | Opel Ascona 400         | 4      | 1er                                                       | 1er           |
| 3   | Jean-Claude Andruet | « Biche »               | Ferrari 308 GTB         | 4      | ab. dans la 6e spéciale (sortie de route)                 | -             |
| 4   | Guy Fréquelin       | Jean-François Fauchille | Porsche 911 SC          | 4      | 4e à 17 min 07 s                                          | 4e            |
| 5   | Michèle Mouton      | Fabrizia Pons           | Audi Quattro            | 4      | ab. dans la 12e spéciale (sortie de route)                | -             |
| 6   | Björn Waldegård     | Hans Thorszelius        | Porsche 911 SC          | 4      | ab. dans la 34e spéciale (boîte de vitesses) – classé 92e | -             |
| 7   | Jochi Kleint        | Gunter Wanger           | Opel Ascona 400         | 4      | 7e à 39 min 07 s                                          | 7e            |
| 8   | Jean-Luc Thérier    | Michel Vial             | Porsche 911 SC          | 4      | 3e à 12 min 05 s                                          | 3e            |
| 9   | Bruno Saby          | Françoise Sappey        | Renault 5 Turbo         | 4      | 5e à 23 min 01 s                                          | 5e            |
| 10  | Guy Colsoul         | Alain Lopes             | Opel Ascona 400         | 4      | 25e à 1 h 18 min 03 s                                     | 20e           |
| 11  | Michele Cinotto     | Emilio Radaelli         | Audi Quattro            | 4      | ab. dans la 10e spéciale (direction)                      | -             |
| 12  | Bernard Béguin      | Jean-Jacques Lenne      | Porsche 911 SC          | 4      | Forfait (budget non trouvé)                               | -             |
| 14  | Salvador Servià     | Jordi Sabater           | Ford Fiesta 1600        | 2      | 14e à à 1 h 03 min 00 s                                   | 1er           |
| 15  | Achim Warmbold      | Claes Billstam          | Mazda 323               | A      | 54e à à 1 h 50 min 15 s                                   | 4e            |
| 16  | Jean-Pierre Ballet  | 'Tilber'                | Porsche 911 SC          | B      | 9e à à 48 min 27 s                                        | 1er           |
| 17  | Alain Coppier       | Josépha Laloz           | Citroën Visa Trophée    | B      | ab. dans la 3e spéciale                                   | -             |
| 19  | Lars Carlsson       | Karl-Ernst Ufer         | Mitsubishi Lancer Turbo | 4      | 17e à à 1 h 05 min 08 s                                   | 14e           |
| 20  | Claude Laurent      | Dominique Laurent       | Peugeot 505             | 2      | 32e à 1 h 28 min 47 s                                     | 6e            |
| 21  | Klaus Fritzinger    | Henning Wünsch          | Toyota Corolla          | 2      | ab. dans le parcours de concentration (bielle coulée)     | -             |
| 23  | Dany Snobeck        | Denise Emmanuelli       | Renault 5 Turbo         | 4      | 6e à 29 min 55 s                                          | 6e            |
| 25  | Jürgen Barth        | Roland Kussmaul         | Porsche 924 GTS         | B      | 10e à 49 min 13 s                                         | 2e            |
| 26  | Alain Beauchef      | Jean-René Dubois        | Mazda 323               | A      | 61e à à 1 h 54 min 26 s                                   | 6e            |
| 32  | Jean-Pierre Malcher | Bernard Chenez          | Audi Quattro            | 4      | 24e à 1 h 17 min 27 s                                     | 19e           |
| 35  | Christian Gardavot  | Rémy Levivier           | Porsche 911 SC          | 4      | 15e à 1 h 03 min 07 s                                     | 12e           |
| 38  | Christian Dorche    | Patricia Trivero        | Citroën Visa Trophée    | B      | 49e à 1 h 45 min 31 s                                     | 4e            |
| 47  | Paul Rouby          | Alain Giron             | Renault 5 Turbo         | 4      | 18e à 1 h 07 min 02 s                                     | 15e           |
| 59  | Pierre-César Baroni | Roger Baud              | Ford Escort RS2000      | 2      | 19e à 1 h 10 min 38 s                                     | 2e            |
| 68  | Guy Chasseuil       | Christian Baron         | Audi Quattro            | B      | 30e à 1 h 27 min 35 s                                     | 3e            |
| 70  | Francis Bondil      | Alain Brunel            | Volkswagen Golf GTI     | A      | 26e à 1 h 19 min 07 s                                     | 1er           |
| 76  | Philippe Touren     | Jean-Louis Alric        | Renault 5 Turbo         | 4      | 8e à 46 min 01 s                                          | 8e            |
| 86  | Pierre Bos          | Frédéric Schmit         | Porsche 911 SC          | 4      | 13e à 1 h 02 min 58 s                                     | 11e           |
| 93  | Bertrand Balas      | Jacques Hénuset         | Alfa Romeo Alfasud TI   | N      | 36e à 1 h 34 min 23 s                                     | 1er           |
| 167 | Bernard Chenevière  | André Lasserre          | Porsche 934 Turbo       | 4      | 16e à 1 h 04 min 28 s                                     | 13e           |
| 175 | Philippe Wambergue  | Jean de Alexandris      | Matra Murena            | 4      | ab. dans le parcours commun (embrayage)                   | -             |
| 183 | Giacomo Fossa       | Bernard Meulenot        | Porsche 911 SC          | 4      | 12e à 1 h 00 min 19 s                                     | 10e           |
| 279 | Roger Krattiger     | Franco Daminelli        | Fiat 131 Abarth         | 4      | 11e à 59 min 46 s                                         | 9e            |

## Classements des championnats à l'issue de la course

### Constructeurs
- Attribution des points : 10, 9, 8, 7, 6, 5, 4, 3, 2, 1 respectivement aux dix premières marques de chaque épreuve, additionnés de 8, 7, 6, 5, 4, 3, 2, 1 respectivement aux huit premières de chaque groupe (seule la voiture la mieux classée de chaque constructeur marque des points). Les points de groupe ne sont attribués qu'aux concurrents ayant terminé dans les dix premiers au classement général.
- Seuls les sept meilleurs résultats (sur onze épreuves) sont retenus pour le décompte final des points.
- Sur onze épreuves qualificatives prévues pour le championnat du monde 1982, dix seront effectivement courues, le Rallye d'Argentine (programmé en juillet) ayant été annulé en cours de saison.

| Pos. | Marque  | Points | M-C  | POR | SAF | COR | ACR | NZ | ARG | BRE | FIN | SAN | RAC |
| ---- | ------- | ------ | ---- | --- | --- | --- | --- | -- | --- | --- | --- | --- | --- |
| 1    | Opel    | 18     | 10+8 |     |     |     |     |    |     |     |     |     |     |
| 2    | Audi    | 16     | 9+7  |     |     |     |     |    |     |     |     |     |     |
| 3    | Porsche | 14     | 8+6  |     |     |     |     |    |     |     |     |     |     |
| 4    | Renault | 10     | 6+4  |     |     |     |     |    |     |     |     |     |     |

### Pilotes
- Attribution des points : 20, 15, 12, 10, 8, 6, 4, 3, 2, 1 respectivement aux dix premiers de chaque épreuve.
- Seuls les sept meilleurs résultats (sur treize épreuves) sont retenus pour le décompte final des points.
- Sur treize épreuves qualificatives prévues pour le championnat du monde 1982, douze seront effectivement courues, le Rallye d'Argentine (programmé en juillet) ayant été annulé en cours de saison.

| Pos. | Pilote             | Marque  | Points | M-C | SUE | POR | SAF | COR | ACR | NZ | ARG | BRE | FIN | SAN | CIV | RAC |
| ---- | ------------------ | ------- | ------ | --- | --- | --- | --- | --- | --- | -- | --- | --- | --- | --- | --- | --- |
| 1    | Walter Röhrl       | Opel    | 20     | 20  |     |     |     |     |     |    |     |     |     |     |     |     |
| 2    | Hannu Mikkola      | Audi    | 15     | 15  |     |     |     |     |     |    |     |     |     |     |     |     |
| 3    | Jean-Luc Thérier   | Porsche | 12     | 12  |     |     |     |     |     |    |     |     |     |     |     |     |
| 4    | Guy Fréquelin      | Porsche | 10     | 10  |     |     |     |     |     |    |     |     |     |     |     |     |
| 5    | Bruno Saby         | Renault | 8      | 8   |     |     |     |     |     |    |     |     |     |     |     |     |
| 6    | Dany Snobeck       | Renault | 6      | 6   |     |     |     |     |     |    |     |     |     |     |     |     |
| 7    | Jochi Kleint       | Opel    | 4      | 4   |     |     |     |     |     |    |     |     |     |     |     |     |
| 8    | Philippe Touren    | Renault | 3      | 3   |     |     |     |     |     |    |     |     |     |     |     |     |
| 9    | Jean-Pierre Ballet | Porsche | 2      | 2   |     |     |     |     |     |    |     |     |     |     |     |     |
| 10   | Jürgen Barth       | Porsche | 1      | 1   |     |     |     |     |     |    |     |     |     |     |     |     |